# ゴールデングローブ賞 映画部門 主演男優賞 (ドラマ部門)
ゴールデングローブ賞 映画部門 主演男優賞（ドラマ部門） (Golden Globe Award for Best Actor - Motion Picture - Drama) はゴールデングローブ賞の部門の一つ。

## 受賞者一覧

### 1940年代
- 1943年（第1回） - ポール・ルーカス（ラインの監視）
- 1944年（第2回） - アレクサンダー・ノックス（ウィルソン）
- 1945年（第3回） - レイ・ミランド（失われた週末）
- 1946年（第4回） - グレゴリー・ペック（仔鹿物語）
- 1947年（第5回） - ロナルド・コールマン（二重生活）
- 1948年（第6回） - ローレンス・オリヴィエ（ハムレット）
- 1949年（第7回） - ブロデリック・クロフォード（オール・ザ・キングスメン）

### 1950年代
- 1950年（第8回） - ホセ・フェラー（シラノ・ド・ベルジュラック）
- 1951年（第9回） - フレドリック・マーチ（セールスマンの死）
- 1952年（第10回） - ゲイリー・クーパー（真昼の決闘）
- 1953年（第11回） - スペンサー・トレイシー（The Actress）
- 1954年（第12回） - マーロン・ブランド（波止場）
- 1955年（第13回） - アーネスト・ボーグナイン（マーティ）
- 1956年（第14回） - カーク・ダグラス（炎の人ゴッホ）
- 1957年（第15回） - アレック・ギネス（戦場にかける橋）
- 1958年（第16回） - デヴィッド・ニーヴン（旅路）
- 1959年（第17回） - アンソニー・フランシオサ（果てしなき夢）

### 1960年代
- 1960年（第18回） - バート・ランカスター（エルマー・ガントリー/魅せられた男）
- 1961年（第19回） - マクシミリアン・シェル（ニュールンベルグ裁判）
- 1962年（第20回） - グレゴリー・ペック（アラバマ物語）
- 1963年（第21回） - シドニー・ポワチエ（野のユリ）
- 1964年（第22回） - ピーター・オトゥール（ベケット）
- 1965年（第23回） - オマー・シャリフ（ドクトル・ジバゴ）
- 1966年（第24回） - ポール・スコフィールド（わが命つきるとも）
- 1967年（第25回） - ロッド・スタイガー（夜の大捜査線）
- 1968年（第26回） - ピーター・オトゥール（冬のライオン）
- 1969年（第27回） - ジョン・ウェイン（勇気ある追跡）

### 1970年代
- 1970年（第28回） - ジョージ・C・スコット（パットン大戦車軍団）
- 1971年（第29回） - ジーン・ハックマン（フレンチ・コネクション）
- 1972年（第30回） - マーロン・ブランド（ゴッド・ファーザー）
- 1973年（第31回） - アル・パチーノ（セルピコ）
- 1974年（第32回） - ジャック・ニコルソン（チャイナタウン）
- 1975年（第33回） - ジャック・ニコルソン（カッコーの巣の上で）
- 1976年（第34回） - ピーター・フィンチ（ネットワーク）
- 1977年（第35回） - リチャード・バートン（エクウス）
- 1978年（第36回） - ジョン・ヴォイト（帰郷）
- 1979年（第37回） - ダスティン・ホフマン（クレイマー、クレイマー）

### 1980年代
- 1980年（第38回） - ロバート・デ・ニーロ（レイジング・ブル）
- 1981年（第39回） - ヘンリー・フォンダ（黄昏）
- 1982年（第40回） - ベン・キングズレー（ガンジー）
- 1983年（第41回） - トム・コートネイ（ドレッサー）、ロバート・デュヴァル（テンダー・マーシー）
- 1984年（第42回） - F・マーリー・エイブラハム（アマデウス）
- 1985年（第43回） - ジョン・ヴォイト（暴走機関車）
- 1986年（第44回） - ボブ・ホスキンス（モナリザ）
- 1987年（第45回） - マイケル・ダグラス（ウォール街）
- 1988年（第46回） - ダスティン・ホフマン（レインマン）
- 1989年（第47回） - トム・クルーズ（7月4日に生まれて）

### 1990年代
- 1990年（第48回） - ジェレミー・アイアンズ（運命の逆転）
- 1991年（第49回） - ニック・ノルティ（サウス・キャロライナ/愛と追憶の彼方）
- 1992年（第50回） - アル・パチーノ（セント・オブ・ウーマン/夢の香り）
- 1993年（第51回） - トム・ハンクス（フィラデルフィア）
- 1994年（第52回） - トム・ハンクス（フォレスト・ガンプ/一期一会）
- 1995年（第53回） - ニコラス・ケイジ（リービング・ラスベガス）
- 1996年（第54回） - ジェフリー・ラッシュ（シャイン）
- 1997年（第55回） - ピーター・フォンダ（木洩れ日の中で）
- 1998年（第56回） - ジム・キャリー（トゥルーマン・ショー）
- 1999年（第57回） - デンゼル・ワシントン （ザ・ハリケーン）

### 2000年代
- 2000年（第58回） - トム・ハンクス - 『キャスト・アウェイ』
- 2001年（第59回） - ラッセル・クロウ - 『ビューティフル・マインド』
- 2002年（第60回） - ジャック・ニコルソン - 『アバウト・シュミット』
- 2003年（第61回） - ショーン・ペン - 『ミスティック・リバー』
- 2004年（第62回） - レオナルド・ディカプリオ - 『アビエイター』
- 2005年（第63回） - フィリップ・シーモア・ホフマン - 『カポーティ』
- 2006年（第64回） - フォレスト・ウィテカー - 『ラストキング・オブ・スコットランド』
- 2007年（第65回） - ダニエル・デイ＝ルイス' - 『ゼア・ウィル・ビー・ブラッド』
- 2008年（第66回） - ミッキー・ローク - 『レスラー』
- 2009年（第67回） - ジェフ・ブリッジス - 『クレイジー・ハート』

### 2010年代
- 2010年（第68回） - コリン・ファース - 『英国王のスピーチ』
- 2011年（第69回） - ジョージ・クルーニー - 『ファミリー・ツリー』
- 2012年（第70回） - ダニエル・デイ・ルイス - 『リンカーン』
- 2013年（第71回） - マシュー・マコノヒー' - 『ダラス・バイヤーズクラブ』
- 2014年（第72回） - エディ・レッドメイン - 『博士と彼女のセオリー』
- 2015年（第73回） - レオナルド・ディカプリオ - 『レヴェナント: 蘇えりし者』
- 2016年（第74回） - ケイシー・アフレック - 『マンチェスター・バイ・ザ・シー』
- 2017年（第75回） - ゲイリー・オールドマン - 『ウィンストン・チャーチル/ヒトラーから世界を救った男』
- 2018年（第76回） - ラミ・マレック - 『ボヘミアン・ラプソディ』
- 2019年（第77回） - ホアキン・フェニックス - 『ジョーカー』

### 2020年代
- 2020年（第78回） - チャドウィック・ボーズマン - 『マ・レイニーのブラックボトム』[1]
- 2021年（第79回） - ウィル・スミス - 『ドリームプラン』[2]
- 2022年（第80回） - オースティン・バトラー - 『エルヴィス』[3]
- 2023年（第81回） - キリアン・マーフィー - 『オッペンハイマー』[4]
- 2024年（第82回（英語版））- エイドリアン・ブロディ - 『ブルータリスト』[5]